# Favrskov (herregård)
 For alternative betydninger, se Favrskov. (Se også artikler, som begynder med Favrskov)
Favrskov  er en gammel hovedgård 3 km vest for stationsbyen Hadsten i Østjylland. Favrskov Kommune som blev etableret i 2007 er opkaldt efter den.
Den er nævnt første gang i et brev fra Biskop Tyge i Århus fra 1277, hvor det hørte under Bispedømmet. Den kom så under kronen efter reformationen og havde i de første år skiftende ejere, som man ikke ved noget særligt om.
I slutningen af 1580-erne overtog Jørgen Friis Favrskov, og det er formodentlig ham, der ved en række mageskifter har skabt en hovedgård på stedet.
Hans søn Niels Friis overtog den efter faderens død i 1632, og den blev i slægtens eje i adskillige generationer og blev i 1736 lagt ind under grevskabet Frijsenborg.
Den nuværende hovedbygning er fra 1750, og er muligvis opført af materialer fra det nedrevne Silkeborg Slot. Som arkitekt nævnes Nicolaus Hinrich Rieman.
Gården blev overtaget af staten ved loven om Lens og Stamhuses overgang til fri ejendom i 1919.
De store udbygninger er revet ned og jorden er blevet udstykket til statshusmandsbrug; en de største af disse udstykninger.
Hovedbygningen blev samtidig fredet i klasse B. Favrskov er i dag kun på 15 hektar.
Der har været birkeret på Favrskov. Man ved ikke hvornår den er oprettet, men den er kendt fra år 1690. Den dækkede Hadsten og Lyngå sogne, og blev senere lagt sammen med Frijsenborg Birk.
Jørgen Friis var fra Vadskjærsgård i Tørring, Ringkøbing Amt, søn af en Godske Friis.
Han blev gift med en datter af Jost Ulfeldt til Skumstrup (senere Vilhelmsborg), Anna Ulfeldt. 
Han var en stridbar herre der førte mange sager om skel på ejendommen.
Han døde i 1632, 76 år gammel.
I 1797 var der auktion over forpagtningen af Favrskov Hovedgård; det var averteret i Århus Stiftstidende.
Forpagtningen gjaldt i 6 år.
Den årlige udsæd var 40-50 tdr. rug, 16-20 tdr. byg, 80 tdr. havre og 20 tdr. boghvede.
Der kunne avles 150-200 læs hø. Ved gården kan græsse 60 stude indtil høet er bjerget, og siden 50 stk. mere, staldes 80 stude og fodres 50, samt fodres og græsses 10 bæster (heste), fornøden husholdnings køer, samt 60 får med deres lam.
Marken inddeles til 5 års brug og 5 års hvile.

## Ejere af Favrskov
- (1277-1536) Århus Domkapitel
- (1536-1547) Kronen
- (1547-1560) Knud Gyldenstierne (lensmand)
- (1560-1579) Corfitz Viffert (lensmand)
- (1579-1585) Kronen
- (1585-1632) Jørgen Godskesen Friis
- (1632-1651) Niels Jørgensen Friis
- (1651-1672) Greve Mogens Friis
- (1672-1681) Dorthe Mogensdatter Friis gift Rosenkrantz
- (1681-1695) Jens Rosenkrantz
- (1695-1697) Christian Jensen Rosenkrantz
- (1697-1699) Niels Rosenkrantz
- (1699-1763) Christian Nielsen Rosenkrantz
- (1763) Elisabeth Sophie Christiansdatter Rosenkrantz gift Desmercières
- (1763-1788) Jean Henri Desmercières
- (1788-1799) Elisabeth Sophie Christiansdatter Rosenkrantz gift Desmercières
- (1799-1815) Sophie Magdalene Carlsdatter von Gram gift Krag-Juel-Vind-Frijs
- (1815-1849) Jens Christian Jensen Krag-Juel-Vind-Frijs
- (1849-1882) Christian Emil Jensen Krag-Juel-Vind-Frijs
- (1882-1919) Mogens Christian Christiansen Krag-Juel-Vind-Frijs
- (1919-1923) Staten
- (1923-1924) Konsortium
- (1924-1941) Anton Troelstrup
- (1941-1956) N. Chr. Bjerg
- (1956-1975) K. Johannessen
- (1975-) Helge Kragelund